# Huấn luyện viên thể lực và điều chỉnh phong độ
Huấn luyện viên thể lực và điều chỉnh phong độ là một chuyên gia về phong độ thể chất, huấn luyện viên sẽ lập kế hoạch tập thể dục để cải thiện hiệu suất thi đấu của các vận động viên hoặc các đội thể thao chuyên nghiệp.  Điều này đạt được thông qua sự kết hợp huấn luyện sức mạnh, điều hòa hiếu khí và các phương pháp khác.
Không giống như chuyên viên tập huấn thể thao, huấn luyện viên thể lực và điều chỉnh phong độ tập trung chủ yếu vào phong độ thể thao. Huấn luyện viên giúp các vận động viên phòng ngừa chấn thương thông qua việc tăng cường sức mạnh và huấn luyện các cơ chế chuyển động trong một môn thể thao .   Trong khi hướng dẫn viên cá nhân có thể làm việc với các cá nhân ở mọi cấp độ thể lực và tập trung vào sức khỏe hoặc thể lực, thì huấn luyện viên thể lực và điều chỉnh phong độ tập trung vào các vận động viên thi đấu và cải thiện phong độ trong một môn thể thao cụ thể. Các bằng cấp cho ba nghề này không thể thay thế cho nhau và cả huấn luyện viên thể lực và điều chỉnh phong độ và chuyên viên tập huấn thể thao đều có yêu cầu đào tạo nghiêm ngặt hơn so với hướng dẫn viên cá nhân.